# Derrogações na União Europeia

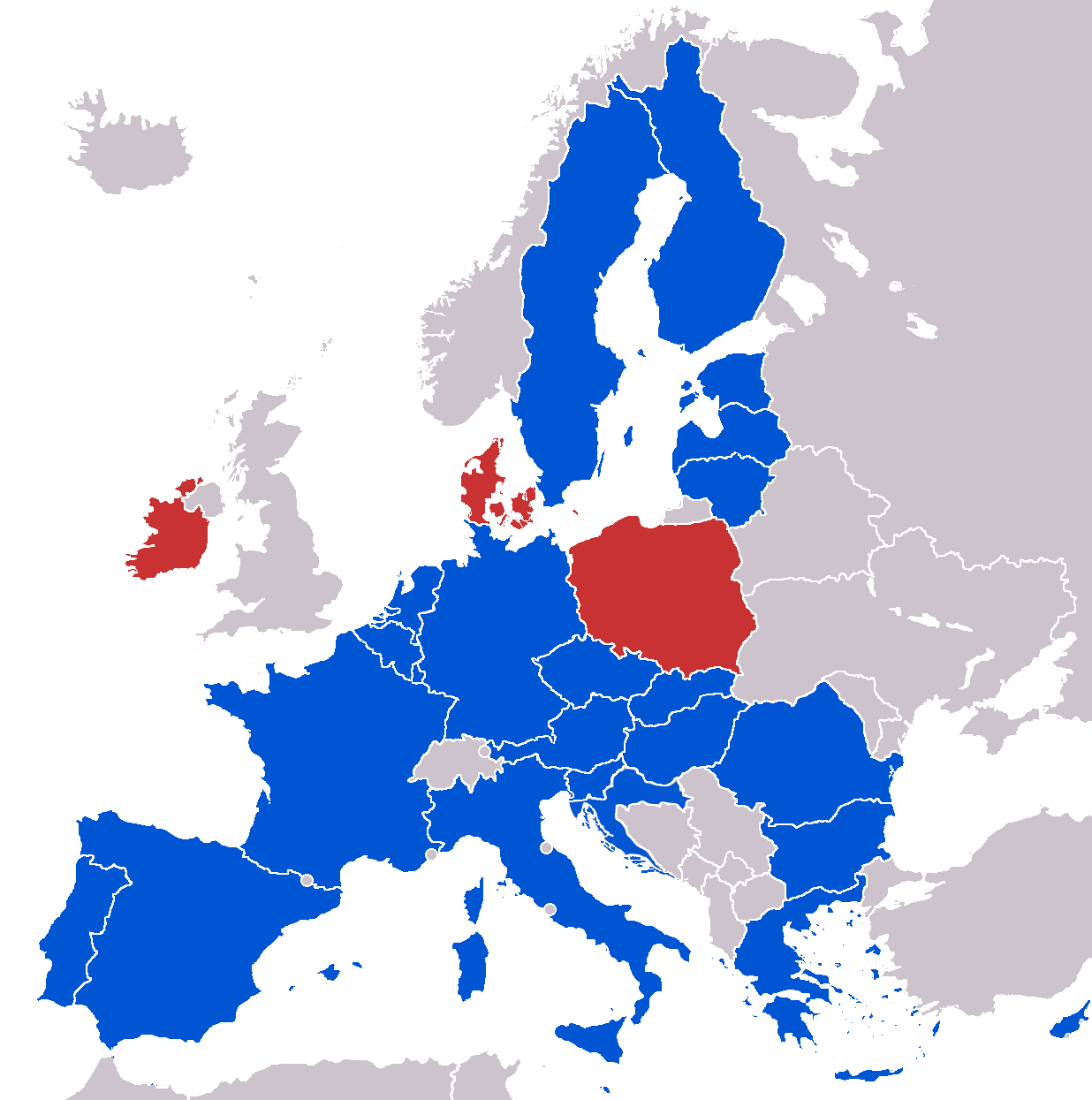
Estado-membro com pelo menos uma derrogação
Estado-membro com uma derrogação de facto
Estado-membro sem derrogações

No caso geral, o direito da União Europeia é válido em todos os estados-membros da União Europeia. Porém, certos estados-membros negociam determinadas derrogações (também designadas opt-outs) em relação à legislação da União, o que significa que não participam na estrutura europeia comum nessas matérias. Actualmente, cinco estados têm derrogações: Dinamarca (quatro derrogações), Irlanda (duas derrogações sendo uma em relação ao Tratado de Lisboa), Suécia (uma derrogação, mas só de facto), Reino Unido (quatro derrogações sendo duas em relação ao Tratado de Lisboa) e Polónia (uma derrogação em relação ao Tratado de Lisboa). As derrogações em relação ao Tratado de Lisboa só entraram em vigor em 1 de dezembro de 2009.

## Derrogações actuais
Em 2008, dois estados têm derrogações formais do Acordo de Schengen e da moeda comum, enquanto a Dinamarca tem derrogações adicionais além das respeitantes ao euro. A Suécia está numa situação especial que é uma derrogação de facto.